# Palazzo Chigi alla Postierla
Palazzo Chigi alla Postierla si trova in via del Capitano a Siena, con un lato che si affaccia su piazza di Postierla.

## Storia e descrizione
Già Piccolomini-Adami, è un edificio della seconda metà del Cinquecento, costruito forse su progetto del Riccio. La postierla altro non era che l'antichissima Porta Oria nella prima cerchia muraria, che venne poi inglobata nell'ampliamento del XII-XIII secolo, diventando una porta secondaria, una "postierla", appunto. Oggi ospita la Soprintendenza per i beni storici, artistici ed etnoantropologici per le province di Siena e Grosseto.
All'interno ha due saloni con la decorazione originaria, fatta di affreschi e tele del pittore fiammingo Bernard van Rantwyck e stucchi di Marcello Sparti da Urbino (1573).